# Rue Jamin-Saint-Roch
La rue Jamin-Saint-Roch est une rue du centre de Liège reliant la rue de la Madeleine à la rue Souverain-Pont.

## Odonymie
Cette ancienne rue doit son nom, d'une part, au patronyme d'un habitant : Jamin et, d'autre part, à saint Roch dont une statuette était dressée dans la niche d'une maison de la rue. En 1750, cette voirie s'appelait la rue Jamain.

## Situation et description
Cette courte rue plate et rectiligne mesurant environ 45 m relie la rue de la Madeleine à la rue Souverain-Pont. La rue à double sens automobile dessert le parking Saint-Denis. Avant la création de ce parking, l'ancienne rue de la Pommelette prolongeait la rue Jamin-Saint-Roch jusqu'à la place Saint-Denis.

## Architecture
L'immeuble de coin avec la rue de la Madeleine situé au no 1 possède quelques éléments de style Art nouveau

## Voiries adjacentes
- Rue de Gueldre
- Rue de la Madeleine
- Rue Souverain-Pont